# Cantó de Riam Oest
El cantó de Riam Oest és un cantó francès del departament del Puèi Domat, situat al districte de Riam. Té sis municipis i part del de Riam.

## Municipis
- Châteaugay,
- Enval,
- Malauzat,
- Marsat,
- Mozac,
- Riom (fracció)
- Volvic.

## Història
| Data d'elecció                           | Identitat         | Partit           | Qualitat |
| ---------------------------------------- | ----------------- | ---------------- | -------- |
| 1964-1988                                | Edmond Vacant     | SFIO, després PS |          |
| 1988-2006                                | Pierre-Joël Bonté | PS               |          |
| 2006-                                    | Dominique Bosse   | PS               |          |
| les dades anteriors no són pas conegudes |                   |                  |          |
|                                          |                   |                  |          |